# John Stopford, Baron Stopford of Fallowfield
John Sebastian Bach Stopford, Baron Stopford of Fallowfield KBE FRS FRCS FRCP (* 25. Juni 1888 in Hindley Green, Wigan, England; † 6. März 1961 in Westmorland, England) war ein Mediziner und Hochschullehrer, der 1958 als Life Peer aufgrund des Life Peerages Act 1958 Mitglied des House of Lords wurde.

## Leben
Stopford, Sohn des Bergbauingenieurs Thomas Rinck Stopford, begann nach dem Besuch des Liverpool College und der Manchester Grammar School ein Studium der Medizin an der University of Manchester, das er mit einem Bachelor of Medicine (M.B.) abschloss. Ein darauf folgendes ergänzendes Studium im Fach Chirurgie an der University of Manchester beendete er 1911 mit einem Bachelor of Surgery (Ch.B.), ehe er 1915 ein postgraduales Studium der Medizin an der University of Manchester mit einem Doktor der Medizin (M.D.) abschloss.
Nachdem er anschließend einige Jahre als Arzt praktiziert hatte, wurde Stopford, der 1919 Member des Order of the British Empire wurde, 1919 selbst zum Professor am Lehrstuhl für Anatomie an der University of Manchester berufen und hatte diese Professur bis 1937 inne. Während dieser Zeit wurde er 1927 zunächst Fellow der Royal Society und war zuletzt zwischen 1934 und 1956 auch Vize-Kanzler der University of Manchester. Neben seiner langjährigen Lehrtätigkeit verfasste Stopford zahlreiche Fachbücher zu anatomischen und neurologischen Themen.
Nach Beendigung seiner Lehrtätigkeit als Professor für Anatomie übernahm Stopford 1937 eine Professur für experimentelle Neurologie an der University of Manchester und lehrte dort bis zu seiner Emeritierung 1956. Nachdem er 1941 zum Knight Bachelor geschlagen wurde und fortan den Namenszusatz „Sir“ führte, wurde er 1955 schließlich auch Knight Commander des Order of the British Empire.
Zuletzt wurde Stopford durch ein Letters Patent vom 5. August 1958 als Life Peer mit dem Titel Baron Stopford of Fallowfield, of Hindley Green in the County of Lancashire, in den Adelsstand erhoben und gehörte bis zu seinem Tod dem House of Lords als Mitglied an. Er gehörte damit zu den Ersten, die aufgrund des Life Peerages Act 1958 zum Life Peer ernannt wurden.

## Schriften
- A note on the significance of certain anomalies of the renal and spermatic arteries, 1913
- The supracondyloid tubercles of the femur and the attachment of the gastrocnemius muscle to the femoral diaphysis, 1914
- The portal-systemic anastomoses, 1915
- A case of Landry's paralysis, 1915
- The arteries of the pons and medulla oblongata, 1916
- Gunshot injuries of the peripheral nerves, 1916
- Thermalgia, causalgia, 1917
- The pathological diagnosis in gunshot injuries of peripheral nerves, 1918
- A preliminary note on the trophic disturbances in gunshot injuries of peripheral nerves, 1918
- So-called functional symptoms in organic nerve injuries, 1918
- The variation in distribution of the cutaneous nerves of the hands and digits, 1918
- Gunshot injuries of the cervical nerve roots, 1919
- The results of secondary suture of peripheral nerves, 1920
- The treatment of large defects in peripheral nerve injuries, 1920
- The anatomical and physiological principles of muscle training, 1920
- An anomalous response to direct faradic stimulation of a nerve, 1921
- The nerve supply of the interphalangeal and metacarpo-phalangeal joints, 1921
- Tactile localisation, 1921
- Neuritis produced by a wristlet watch, 1922
- A new conception of the elements of sensation, 1922
- Re-suture of peripheral nerves, 1922
- The anatomy of so-called deep sensibility, 1923
- The clinical significance of certain neuro-osseous relations, 1923
- The function of the spinal nucleus of the trigeminal nerve, 1925
- A lecture on some investigations of sensation, 1925
- An explanation of the two-stage recovery of sensation during regeneration of a peripheral nerve, 1926
- Compression of nerve fibres, 1926
- Remarks on the causation of the increased intracranial pressure associated with tumours within the cranium, 1926
- The principles underlying the structure of the sympathetic nervous system, 1926
- Increased intracranial pressure, 1928
- Department of Anatomy, University of Manchester, 1930
- Sensation and the sensory pathway, 1930